# Johann Friedrich Stoy

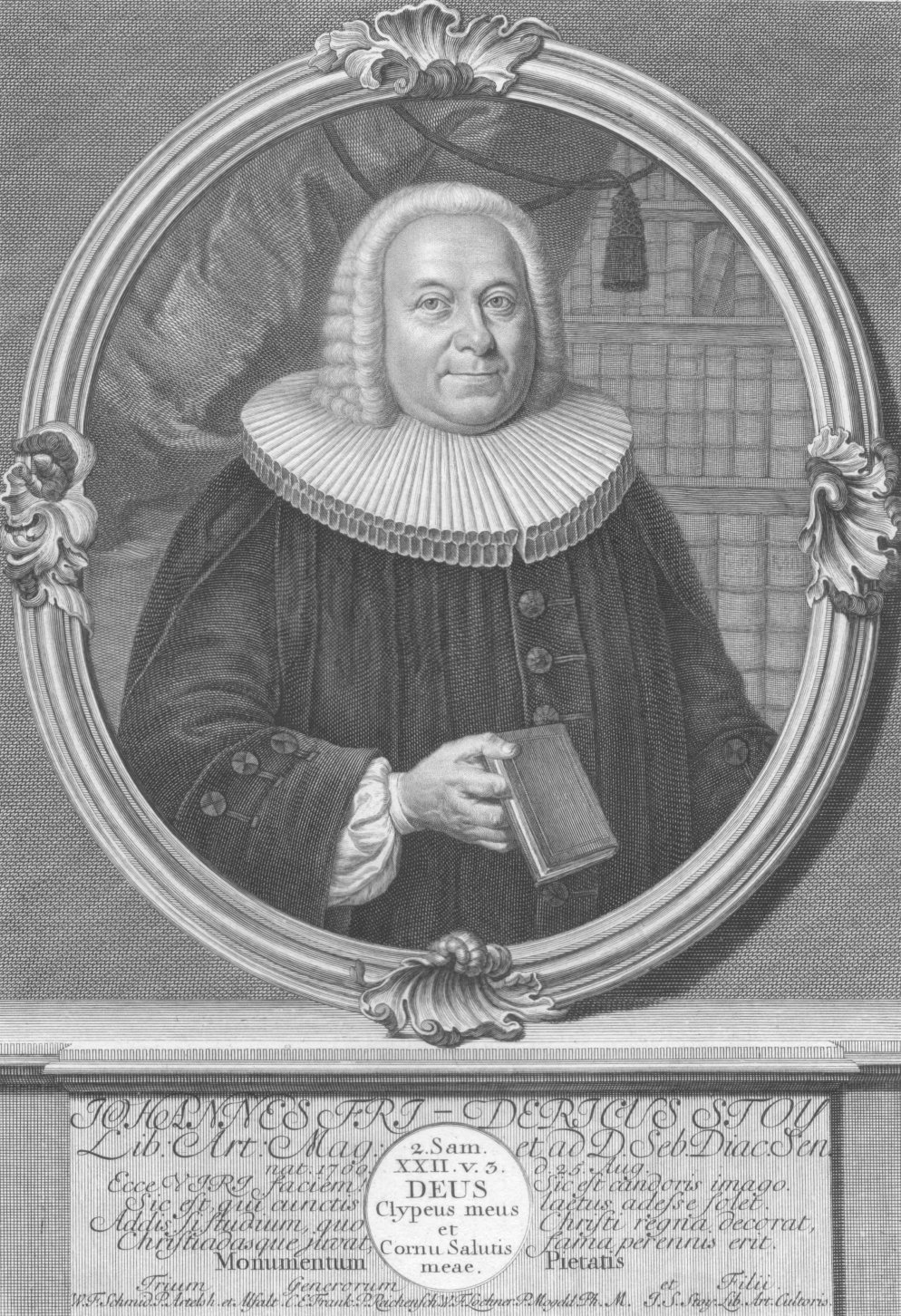
Kupferstich-Porträt Johann Friedrich Stoy

Johann Friedrich Stoy (* 25. August 1700 in Vorra; † 12. Oktober 1760 in Nürnberg) war ein deutscher evangelischer Theologe.

## Leben
Johann Friedrich Stoy war der Sohn des damaligen Predigers Paul Stoy, der später die Stelle eines Schaffers an der St. Lorenzkirche in Nürnberg ausübte, und dessen Frau Klara Katharina, Tochter des Nürnberger Ratsschreibers und Mathematikers Georg Arnold Burger (1649–1712). Er hatte seine erste Bildung auf dem Aegidianum in Nürnberg erhalten. 1718 bezog er die Universität Altdorf, um ein philosophisches und theologisches Studium unter Christian Gottlieb Schwarz (1675–1751), Johann Heinrich Müller, Johann David Köhler, Jakob Wilhelm Feuerlein, Gustav Georg Zeltner, Johann Wilhelm Baier und Johann Jacob Pfitzer zu absolvieren.
Unter Pfitzers Vorsitz verteidigte er 1723 die Abhandlung: de beneficiis typicis und noch im selben Jahr unter Müller seine Inauguraldissertation de hydrometro, woraufhin er beim damaligen Universitätsjubiläum die Magisterwürde der Philosophie erhielt. Nach einem kurzen Aufenthalt in Jarmen in Pommern, wo er seinen Vetter Kasper Stoy bei dessen Amtsgeschäften als Prediger unterstützte, setzte er seine Studien an der Universität Greifswald bei Albrecht Joachim von Krakevitz, Heinrich Brandanus Gebhardi und Andreas Westphal fort. Danach absolvierte er eine Bildungsreise durch Deutschland, Holland und England.
Stoy wurde 1725 in Nürnberg Kandidat des Predigtamtes, 1727 wurde er Vikar des Pfarrers in Engelthal, dessen Stelle er 1729 erhielt. Im letztgenannten Jahr fand er in Magdalena Sybilla, die Tochter des Predigers zu Offenhausen Konrad Martin Limburger, eine Gattin, mit der er zehn Kinder zeugte. 1736 wurde er Sudenprediger am Krankenhospital in Nürnberg, 1739 Diaconus an der dortigen St.-Sebald-Kirche und später Senior des Ministeriums, sowie auch 1766 Schaffer daselbst. Der mit theologischen Kenntnissen ausgerüstete Mann galt unter seinen Zeitgenossen als ein beliebter Kanzelredner.

## Werke
- Diss. de beneficiis typicis. Altdorf 1723
- Diss. inaug. De hydrometro. Altdorf 1723
- Starke Spuren der wunderlichen Liebe Gottes, über einen seiner treuesten Knechte, Herrn J. G. Treu, anfangs in dem dreißigjährigen Kriege etliche Jahre auf verschiedenen Pfarren in dem Fürstenthum Onolsbach gelegen, nach der Hand aber in etlichen zu dem Nürnbergischen Gebiet gehörigen Orten und allein in Kornburg über siebzehn Jahre gestandenen Lehrers, als ein Denkmal von J. F. Stoy. Nürnberg 1743
- Ordnnng von einer Kinbertaufe sowohl, als dem bei'm heiligen Abendmahl gewöhnlichen Gottesdienst. Nürnberg 1745
- Heilige Entschließungen; der Grund zu Montags-Frühpredigten bei St. Sebald. Nürnberg 1749